# فالديمار لوند
فالديمار لوند (بالدنماركية: Valdemar Lund Jensen) هو لاعب كرة قدم دنماركي في مركز الدفاع، ولد في 28 مايو 2003 في Sundby, Copenhagen ‏ في الدنمارك. لعب مع نادي كوبنهاغن.

## وصلات خارجية
- فالديمار لوند على موقع الاتحاد الأوربي (الإنجليزية)
- فالديمار لوند على موقع اتحاد النرويج (النرويجية)
- فالديمار لوند على موقع قاعدة بيانات كرة القدم.إي يو (الإنجليزية)
- فالديمار لوند على موقع Soccerway.com (الإنجليزية)
- فالديمار لوند على موقع عالم كرة القدم.نت (الإنجليزية)